# Ampelisca rostrata
Ampelisca rostrata is een vlokreeftensoort uit de familie van de Ampeliscidae. De wetenschappelijke naam van de soort is voor het eerst geldig gepubliceerd in 1924 door Spandl.